# Rombicosidodecaedro metagirodiminuído
Em geometria, o rombicosidodecaedro metagirodiminuído é um dos sólidos de Johnson (J78). Pode ser construído  como um rombicosidodecaedro com uma cúpula pentagonal rotacionada 36 graus e uma outra cúpula pentagonal não oposta removida.